# Lindesnesregionen
Lindesnesregionen er et distrikt i Vest-Agder fylke i Norge. Det omfatter de fem kommuner Lindesnes, Mandal, Marnardal, Audnedal og Åseral. Området udgjorde tidligere de vestlige dele af Mandals fogderi, bortset fra Åseral som indgik i det tidligere Sætersdalens fogderi. Distriktet har i alt 23.462 indbyggere (SSB 1. juli 2007) og et areal på 2.073 kvadratkilometer. Regionscentret er byen Mandal.
Lindesnesregionen er det sydligst beliggende distrikt i Norge.

## Administrative inddelinger
- Distriktet udgør sammen med Søgne kommune Mandal provsti under Agder og Telemark bispedømme i Den norske kirke.
- Distriktet tilhører retsområdet Kristiansand tingrett under Agder lagdømme.
- Distriktet samarbejder interkommunalt i et regionsråd for Lindesnesregionen.
- Distriktet udgør en af SSBs handelsregioner med navnet Mandalsregionen.

58°36′N 7°48′Ø / 58.6°N 7.8°Ø